# Associazione Sportiva Cosenza 1936-1937
Questa voce raccoglie le informazioni riguardanti l'Associazione Sportiva Cosenza nelle competizioni ufficiali della stagione 1936-1937.

## Rosa
| N. |                   | Ruolo | Calciatore         |
| -- | ----------------- | ----- | ------------------ |
|    | Italia (bandiera) |       | Giuseppe Abascià   |
|    | Italia (bandiera) | C     | Mario Bergonzini   |
|    | Italia (bandiera) |       | Guglielmo Bertozzi |
|    | Italia (bandiera) |       | Vittorio Bertucci  |
|    | Italia (bandiera) |       | Giuseppe Bradascia |
|    | Italia (bandiera) | A     | Alfio Cavicchioli  |
|    | Italia (bandiera) | C     | Walter Corsanini   |
|    | Italia (bandiera) |       | Francesco Feraco   |

| N. |                    | Ruolo | Calciatore          |
| -- | ------------------ | ----- | ------------------- |
|    | Italia (bandiera)  |       | Giulio Fonovich     |
|    | Uruguay (bandiera) | C     | Ricardo Frione      |
|    | Italia (bandiera)  |       | Giuseppe Gualtieri  |
|    | Italia (bandiera)  | A     | Ugo Lodi            |
|    | Italia (bandiera)  | D     | Fernando Nicolini   |
|    | Italia (bandiera)  |       | Francesco Pellicori |
|    | Italia (bandiera)  |       | Silio Poli          |
|    | Italia (bandiera)  | P     | Porthus Silingardi  |